# Sei fratelli
Pour plus de détails, voir Fiche technique et Distribution.
Sei fratelli est un film dramatique italien réalisé par Simone Godano et sorti en 2024.

## Synopsis
Guido, Marco, Leo, Gaelle et Mattia par ordre d'âge sont les cinq enfants de Manfredi Alicante, un père égoïste qui vient de se suicider. En ouvrant leur testament, ils découvrent qu'ils ont une sœur, Luisa, dont ils ignoraient l'existence.

## Fiche technique
- Titre original italien : Sei fratelli[1],[2],[3]
- Réalisateur : Simone Godano
- Scénario : Simone Godano, Luca Infascelli (it)
- Photographie : Guillaume Deffontaines
- Montage : Andrea Vacca, Gianni Vezzosi (it)
- Musique : Federico Albanese
- Décors : Luisa Angiolillo
- Société de production : Groenlandia (it), Rai Cinema
- Pays de production :  Italie
- Langue originale : italien
- Format : couleurs
- Durée : 103 minutes
- Genre : drame
- Dates de sortie :
  - Italie : 1er mai 2024

## Distribution
- Riccardo Scamarcio : Marco
- Valentina Bellè : Luisa
- Adriano Giannini : Guido
- Gabriel Montesi : Leo
- Claire Romain : Gaelle
- Mati Galey : Mattia
- Linda Caridi : Giorgia
- Judith El Zein : Nadine
- Axel Gallois : employé de la maison funéraire
- Imma Villa : Patrizia
- Antonella Ponziani : Marinella
- Camilla Barbieri : Virginie
- Gioele Dix : Manfredi Alicante